# Nefertum
Nefertum – bóstwo lotosu, członek triady memfickiej wraz z Ptahem i Sechmet. Blisko związany z kręgiem bóstw solarnych. Przedstawiany w sztuce jako dziecko w kwiecie lotosu bądź mężczyzna z koroną w kształcie tego kwiatu. Był młodzieńczą wersją boga Atuma, który według wierzeń kapłanów z Memfis zrodził się, pojawiając na prapagórku podczas czynu stworzenia świata, którym był sam Ptah. Wkrótce potem Sechmet stała się żoną Ptaha, stając się matką Nefertuma.